# I. e. 366
Évszázadok: i. e. 5. század – i. e. 4. század – i. e. 3. század
Évtizedek: i. e. 410-es évek – i. e. 400-as évek – i. e. 390-es évek – i. e. 380-as évek – i. e. 370-es évek – i. e. 360-as évek – i. e. 350-es évek – i. e. 340-es évek – i. e. 330-as évek – i. e. 320-as évek – i. e. 310-es évek
Évek: i. e. 371 – i. e. 370 – i. e. 369 – i. e. 368 –  i. e. 367 – i. e. 366 – i. e. 365 – i. e. 364 – i. e. 363 – i. e. 362 – i. e. 361

## Események

### Perzsa Birodalom
- Athén, Spárta és Egyiptom támogatásával több perzsa szatrapa is fellázad II. Artaxerxész király ellen. A felkelés i.e. 358-ig tart. Athén ostrom alá veszi a perzsa fennhatóság alatt lévő Számosz fővárosát.

### Görögország
- Athén megalapítja Kósz városát Kósz szigetén.
- A thébai Epameinondasz harmadszor is visszatár Spárta felségterületére. A harcmezőn senki sem mer szembeszállni vele, de a városokba ültetett demokratikus kormányzatok rövid életűnek bizonyulnak, távozás után hamarosan visszatérnek a Spárta-párti oligarchák.
- Thébai békét köt Spártával és Athén felé fordítja a figyelmét, amely korábbi tengeri birodalmának újjáépítésén fáradozik és beleavatkozik a makedón belügyekbe is.
- Thébai elfoglal Oroposz városát.

### Szicília
- Szürakuszaiban II. Dionüsziosz filozófiai neveltetése Platón és Dion által kezd eredményes lenni, de a korábbi züllött életmódot folytató udvaroncok bevádolják Diont, hogy összeesküvést sző Karthágóval. Diont száműzik, Platónt egy ideig őrizet alatt tartják, majd visszatér Athénba.

### Róma
- Katonai tribunusok helyett újra consulokat választanak: a patrícius Lucius Aemilius Mamercinust és a plebeius Lucius Sextius Lateranust. Létrehozzák az évente választott praetor tisztséget, amely a consul helyett intézi a polgárok ügyeit. Emellett két további aedilist, aedilis curulist is választanak ezentúl; ezeket a tisztségeket nem csak plebeiusok, hanem patríciusok is betölthetik.
- Először tartják meg a Római játékok (Ludi Romani) vallási ünnepséget, amelyet ezután évente megismételnek.

## Fordítás
- Ez a szócikk részben vagy egészben  a(z)   366 BC című angol Wikipédia-szócikk ezen változatának fordításán alapul.  Az eredeti cikk szerkesztőit annak laptörténete sorolja fel. Ez a jelzés csupán a megfogalmazás eredetét és a szerzői jogokat jelzi, nem szolgál a cikkben szereplő információk forrásmegjelöléseként.Ez a szócikk részben vagy egészben  a(z)   366 v. Chr. című német Wikipédia-szócikk ezen változatának fordításán alapul.  Az eredeti cikk szerkesztőit annak laptörténete sorolja fel. Ez a jelzés csupán a megfogalmazás eredetét és a szerzői jogokat jelzi, nem szolgál a cikkben szereplő információk forrásmegjelöléseként.